# Боа-Вентура (Параиба)
Боа-Вентура (порт. Boa Ventura) — муниципалитет в Бразилии, входит в штат Параиба. Составная часть мезорегиона Сертан штата Параиба. Входит в экономико-статистический микрорегион Итапоранга. Население составляет 7045 человек на 2006 год. Занимает площадь 132,136 км². Плотность населения — 53,3 чел./км².

## Статистика
- Валовой внутренний продукт на 2003 год составляет 13 224 923,00 реалов (данные: Бразильский институт географии и статистики).
- Валовой внутренний продукт на душу населения на 2003 год составляет 1934,88 реалов (данные: Бразильский институт географии и статистики).
- Индекс развития человеческого потенциала на 2000 год составляет 0,600 (данные: Программа развития ООН).